# 福永洋一
福永 洋一（ふくなが よういち、1948年12月18日 - ）は、高知県高知市出身の元騎手。
※兄の福永甲、福永二三雄、福永尚武や息子の福永祐一と区別するため、本文中はとくに「洋一」と表記する。松尾翠は義理の娘（祐一の妻）にあたる。

## 経歴

### 少年時代
実家はかつて土地一帯の地主であったが、太平洋戦争後にGHQが発令した農地解放政策などにより没落し、洋一出生時には困窮を極めていた。父は放蕩癖のある人物であり、洋一の5歳時の1953年の夏に母が失踪し、以降は姉により育てられた。その姉は高知競馬場所属の騎手・松岡利男と結婚し、福永家と競馬界との関係が築かれた。次いで長兄・甲が中学卒業後に京都・武平三厩舎に入門、次兄の二三雄が大井、三男の尚武が船橋で騎手となった。一人残った四男の洋一はそのまま高知で父と暮らし、高知競馬場馬場内の池や浦戸湾で魚やカニを捕り売り歩くなどして生活していたが、父は1957年に脳溢血で死去。これを受け、洋一は姉が嫁いだ松岡家に身を寄せた。以降の少年時代は、高知競馬場内の厩舎で手伝いをしながら過ごした。
1960年に高知市立潮江中学校に入学すると、この頃から「将来は騎手になる」という目標を口にするようになり、中学3年の頃には甲の師匠・武平三を頼って京都府に移り、後に馬事公苑でも同期生となる武永祥と京都市立桃陵中学校に通った。中学卒業を控えた1963年秋、永祥と共に馬事公苑騎手養成長期課程を受験。合格後の入所式では、平三が永祥と洋一、双方の保護者として出席した。

#### 馬事公苑時代
騎手課程第15期生として入所後は、永祥に加え、岡部幸雄、柴田政人、伊藤正徳らと同期生となった。後に岡部、柴田はそれぞれリーディングジョッキーを獲得、伊藤は通算300勝に満たない成績ながら日本ダービー、天皇賞（秋）といった大競走を制し、15期生は特に「馬事公苑花の15期生」と称されるようになる。教官のひとりであった木村義衛は、「騎手志望の少年は、騎手として達者型と上手型の二通りがあるようです。達者型は運動神経が発達していて、先天的に騎手向き。上手型は努力で上手になる型と言えます。そのどちらでもなかった子供は、私の知る範囲ではプロになっていないし、なれません。岡部と福永は達者型というのか、巧かった。柴田はどちらかと言えば上手型でした」と語っている。
2年次の1965年に厩舎の実地研修が始まる際、馬事公苑を訪れた栗田勝が洋一の才能に目を付け、兄の甲を通じ、栗田が所属する京都・武田文吾厩舎に入門するよう働きかけた。しかし甲の記憶によると、栗田は洋一を見ていないともいう。これを受けて洋一の研修は武田厩舎で行われたが、研修期間中は栗田が騎乗するダイコーターと、その弟弟子の山本正司が騎乗するキーストンが日本ダービー出走を間近に控えていた最中であり、厩舎全体に充満していた緊張感は洋一に強い印象を残した。研修期間修了後に騎手免許試験に臨んだが、この年は落第。武田厩舎での1年間の浪人生活を経て、1966年に再受験して合格し、武田厩舎所属騎手としてデビューを迎えた。武田厩舎は当時関西で最大の名門厩舎であり、伊藤正徳は、ダービージョッキーの伊藤正四郎を父に持つ2世騎手であり、関東の名門・尾形藤吉厩舎に入った自分と洋一が最も恵まれたスタートだったと述べている。

### 騎手時代

#### 新人騎手として
1968年3月2日の京都第2競走・4歳未勝利で初騎乗を迎え、シュクホウで3着。2週間後の同17日の京都第3競走・4歳未勝利で同馬に騎乗して初勝利を挙げた。初年度は全国82位の14勝を挙げ、中央競馬関西放送記者クラブ賞を受賞するなど幸先の良いスタートを切ったが、この頃の騎乗は、他馬に危険がおよぶような粗雑な印象を周囲に与えるものであり、他の騎手からの評判は芳しくなかった。7月20日には競走中に大きく斜行して後続馬の進路を塞ぎ、騎手が落馬する事態を引き起こし、開催4日間の騎乗停止処分を受けた。この最中、他の騎手から洋一の騎乗についてたびたび苦情を受けていた栗田が、競馬会の採決委員・筧丈夫に対し、騎乗の検証と、必要に応じて注意勧告を行うように依頼した。しかし筧がパトロールフィルムを精査した結果、粗雑に見える騎乗は、ほとんどがぎりぎりの範囲ながら規則内に収められており、「勝利への最善を尽くしている現れであり、あとはモラルの問題」という結論に達し、注意は行われなかった。
2年目の1969年も順調に勝利を積み重ねていたが、5月4日の京都第7競走・つつじ賞でキタヤマニシキに騎乗した際、1位入線後に負担重量の不足が判明し、3か月間の騎乗停止、さらに師匠の武田から1か月間の騎乗自粛を通告された。この期間中、洋一は大井で騎手を務めていた次兄・二三雄の元をたびたび訪れ、佐々木竹見の騎乗を初見の競走から「あの人は凄く上手い」と思い、佐々木のスタート勘、ペース配分の妙などに非常に感心していた。復帰後は武田の意向により札幌で騎乗し、初経験のダートの乗り方を二三雄に教わり、開催前半で次々と勝利を重ねた。しかし二三雄から伝授された乗り方を愚直に繰り返したため、開催後半に入り失速する。ここで二三雄に再度の教えを請うた際、「周りの騎手だって馬鹿じゃない。同じ作戦ばかりじゃなく、たまには逆をいってみろ」と窘められ、以降、臨機応変の騎乗を身に着けていった。札幌開催を終えて関西に戻ると、以降は安定して勝利を重ね、この年45勝を挙げて全国11位と躍進した。

#### リーディングジョッキーとなる
3年目の1970年に入ると洋一の騎乗を希望する馬主が増加し、また栗田や安田伊佐夫といった兄弟子が、良馬を選んで優先的に洋一に騎乗させるなど厩舎からの援助も受け、春先からリーディング争いでトップの位置を占める。最終的には86勝を挙げ、初めてリーディングジョッキーの座を獲得。同年3月1日には京都4歳特別でタニノモスボローに騎乗し、重賞初勝利を挙げている。
1971年もリーディングを独走していたが、秋まで重賞勝利がなく、一部では「数でこなしただけの勝ち鞍漁り」とも揶揄されていた。しかし10月に入り、ニホンピロムーテーで神戸杯、京都新聞杯を連勝。11月のクラシック最終戦・菊花賞では、距離が不向きかつ追い込み馬と見られていた同馬を、残り1500メートルで先頭に立たせるという奇策を打って勝利を収め、GI級レース・八大競走初制覇を果たした。これは洋一の騎手生活における代表的な騎乗のひとつとなり、本競走をきっかけとして洋一は「天才騎手」へと成長したともされる。柴田政人はこの時の洋一を評して、「これまでの洋一の騎乗は、荒っぽ過ぎると言って不評だった。ラフだと言われるのは自信のなさの裏返しだったのだろうが、この一戦でそれまでの迷いが吹っ切れて、自分の騎乗の方法論に自信を持ったと思う。ラフだという評価もこの後は消え、天与の才能を、これから大きく花開かせたのだ。その意味で、この一戦は洋一にとって凄く大きなものだった」と評している。
1972年の天皇賞（秋）ではヤマニンウエーブに騎乗し、パッシングゴールの道中40馬身差にも及んだ逃げをゴール直前でアタマ差捉えて優勝。その後はしばらく八大競走制覇からは遠ざかったが、1976年、洋一が騎手生活中の最強馬と評したエリモジョージで天皇賞（春）を制した。秋には天馬・トウショウボーイの騎乗も任され、神戸新聞杯、京都新聞杯を連勝している。また、この年の2月16日に日迫良一の姪・北村祐美子と結婚。12月9日、長男・祐一が誕生した。1977年春にはインターグロリアで桜花賞、ハードバージで皐月賞を制覇。この皐月賞では、最後の直線で内埒沿いのわずかな隙間に馬を突入させ、2着のラッキールーラに騎乗した伊藤正徳、3着のアローバンガードに騎乗した柴田政人が、それぞれ「ラチの上を走ってきたのかと思った」「神業に見えた」と語るなど、福永の代表的な騎乗に挙げられている。秋にはインターグロリアでエリザベス女王杯にも優勝するなど当年、野平祐二が保持した年間最多勝記録を19年ぶりに塗り替える126勝を記録。1978年にはオヤマテスコで桜花賞を連覇し、年間最多勝記録も131勝に更新した。

### 落馬事故
1979年も順調に勝利を重ね、3月までに24勝を挙げ、リーディングのトップを独走していた。3月4日、阪神第4競走サラ4歳新馬でエイシンタローに乗って983勝目を挙げた後、メインレースの第26回毎日杯で洋一はマリージョーイに騎乗した。
最後の直線において、斉藤博美が騎乗していたハクヨーカツヒデが前の馬に乗り掛かる形となり、まず斉藤が落馬。さらに後方から走ってきたマリージョーイの脚が斉藤に接触し、洋一は大きく前方にのめったマリージョーイの背から落ちて馬場に叩き付けられ、頭を強打するとともに舌の3分の2以上を噛み切る重傷を負い、その場で意識不明となった。
洋一は斉藤の落馬に素早く反応し、これを避けようとして馬の進路を変えたが、その時の進路は、落馬時に騎手が落ちた方向（内埒沿い）から考えて、騎手を避けることの出来る外側の進路であった。しかしながらこの時は、斉藤が通常とは逆の、馬が進もうとした外側に転がってきてしまい、避けることが出来ずに馬が脚を引っかけたことが事故の原因であった。もし落馬への反応が遅れて真っすぐ走るか、斉藤が通常と同じ内埒沿いに転がっていれば、事故は避けられていたのではないかと言われている。
この競走を実況していたのは、洋一と個人的にも親交があった杉本清（当時・関西テレビアナウンサー）であった。事故の瞬間は「おーっと1頭落馬、1頭2頭落馬、2頭落馬、マリージョーイも落馬、マリージョーイ落馬、マリージョーイが落馬しておりますが、ハシハーミット先頭、ハシハーミット先頭」といった、平静に近い実況を通した。しかしこれは平静を努めたのではなく、「私は普通の落馬だと思っていました。彼は調教でもよく落ちてはケロッと起き上がっていたので、この時もそんな感じかなと思っていたのです」と、当時の心境を語っている。
この事故は前年のテンポイントの故障と並ぶ、日本競馬史上稀に見る、大惨事級のアクシデントとなった。

#### 救命活動
事故発生後、洋一は直ちに馬場に待機していた救急車に乗せられて競馬場内の救護所に搬送され、当直の2人の医師と、馬主として毎日杯にケイシエルを出走させていた医師・内田恵司により救命措置が行われた。しかし舌からの出血が気管に流れ込み、呼吸障害による窒息死の危機が差し迫っており、この前日、まったくの偶然に納入されていた新たな医療機器のひとつである気道チューブを気管に挿入して気道の確保を行い、危機を回避した。
しかし、瞳孔は散大し、血圧は低下、自発呼吸も極めて薄弱であったことから、3人の医師は、洋一が脳に深刻なダメージを負っており、早く医療設備の整った病院で治療しなければならないと判断し、救護所での応急的な処置を終えると、直ちに尼崎市の関西労災病院に搬送された。
救急車には安田伊佐夫と松本善登が同乗し、2人とも搬送中の治療に協力した。病院へ到着後、安田から武田と裕美子に対して、洋一が落馬して入院する旨が伝えられた。しかしこの時点では、2人は怪我がそれほど重篤なものとは考えておらず、武田は「ああ、また落ちたのか」と漏らすなど、安穏としていた。
病院に到着後に舌部の手術を受け成功するも、目の対光反射もなく瞳孔が開いたままで意識の回復が見られなかった。エックス線検査の結果は頭蓋骨骨折とみられ、この時点で危篤状態となっていた。しかし、その後は徐々に容態は安定し、同年12月には医師の許可を得て短期間ではあるが久々に自宅に戻り、正月を迎えた。

#### リハビリ生活
約1年間のリハビリにより、1980年9月、数歩ではあるが事故以来初めての自力歩行をすると、12月には義父の「おはよう」という挨拶に対し「おはよう」と、たどたどしいながら応えるまでに回復した。
2年後の1981年に騎手を引退。その後も徐々にではあるが回復を続け、1984年10月には家族と武田が見守るなかで、栗東トレーニングセンター内の角馬場で約5年半ぶりに馬に跨った。この時、馬上で、かつて好んで歌っていた『南国土佐を後にして』を口ずさんだという。

### 騎手・福永祐一の父として

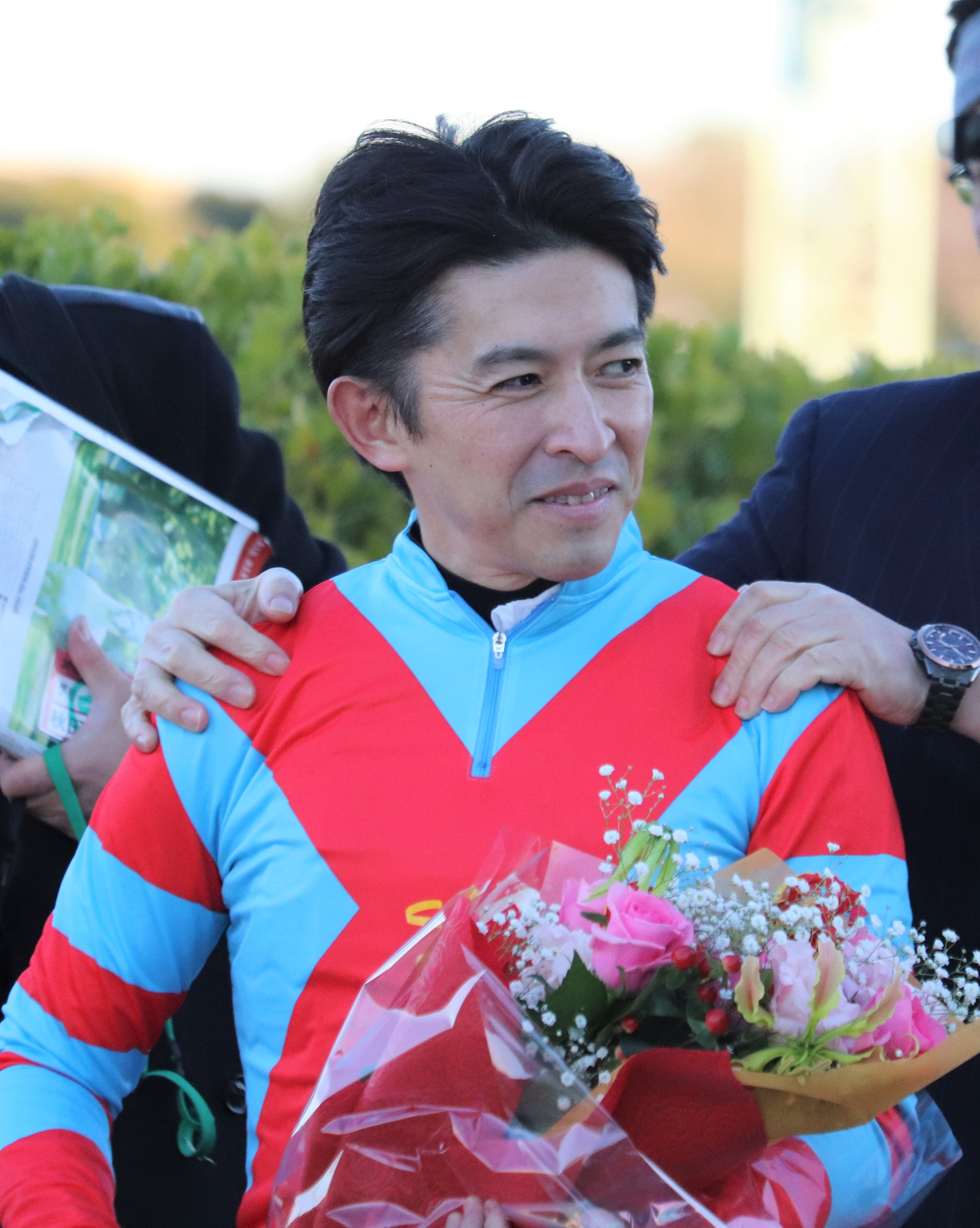
長男・福永祐一
（2019年ホープフルステークス勝利時）

以降もリハビリが続けられる傍らで、長男・祐一は1992年に競馬学校を受験し、2世騎手への道を進み始めた。同年の結果は不合格であったが、「願書を出した」というのみで新聞に報じられ、さらに1993年の入学に際しては金屏風を前にしての記者会見が行われた。祐一は1996年3月2日に騎手としてデビューし、初騎乗初勝利を挙げた。この様子を洋一はテレビで観戦し、ゴール後は笑みを浮かべ、柴田政人からの「勝ったところを見たか」という電話に対し「うん」と返答した。開催を終えた祐一が帰宅した際には、直々に「おめでとう」と声を掛けている。祐一は父が築き上げた人脈の恩恵も受け、当年新人としては異例の50以上の厩舎から騎乗を依頼され、新人騎手として史上3位の記録（当時）となる53勝を挙げてJRA賞最多勝利新人騎手を受賞した。
祐一は1997年に行われたインタビューの中で、自身が「福永洋一の息子」と喧伝されることに対して「僕は全然嫌じゃないです。だって実際に僕は福永洋一の息子なわけですから。父がいなければ僕もいないんだし、父のことは尊敬していますしね。このまま最後まで"洋一の息子"でもいいと思ってます」と語り、また一方で、父の偉大性については「よく分からないです」と答えていた。
2004年1月にはJRA50周年記念事業の一環として調教師・騎手を顕彰してその功績を称えることとなり、洋一は「騎手として通算983勝を挙げたほか、9年連続して年間最多勝を記録、さらに3歳クラシック競走並びに天皇賞の各競走において通算で6勝を挙げるなど顕著な成績を収め、中央競馬の発展に多大な貢献があった」として、騎手としては野平祐二、保田隆芳と共に顕彰された。
以後、祐一は毎年ランキングの上位を占める騎手として定着し、2008年9月27日には983勝目を挙げ、通算勝利数において洋一の記録に並んだ。この際に祐一は「父の背中を追いかけてきたが、近付くにつれ色々と見えてきて、最初より遠ざかったようにも思えた」と述べた。翌28日には984勝を達成して洋一の記録を更新、11月30日には洋一が直前まで迫りながら達成できなかった通算1000勝を記録し、「福永洋一の息子として競馬の世界に入り、父に縁のある方々に支えられ、ここまでやってこられました。先日、父の勝利数を超えたことで自分の中でもおもりが取れ、福永祐一個人として歩み出せたような気がします」と語った。
その後も祐一は活躍を続けた後、2022年12月に調教師試験に合格。それに伴い翌2023年2月25日（現地時間。日本時間では翌26日未明）にサウジアラビアで行われたリヤドダートスプリントでの騎乗（リメイクに騎乗し3着）を最後に27年の騎手生活にピリオドを打ち、同年3月1日に調教師免許が交付された。3月4日、祐一の騎手引退式が阪神競馬場パドックで執り行われたが、その際に洋一が車椅子姿で登場し、愛息を労う形となった。洋一の阪神競馬場への来場は1979年のその日、マリージョーイに騎乗した毎日杯以来、44年ぶりとなる競馬場での勇姿でもあった。なお、祐一は第30回チューリップ賞で誘導馬ミツバに騎乗し、出走17頭を先導している。

#### 福永洋一記念創設
祐一が2009年8月に高知競馬場で行われたトークショーに出席した際、「生まれ育った高知は父親にとって特別な場所。おやじの名前がタイトルについたレースができたら」と発言し、高知競馬がこの意向を汲む形で2010年より重賞競走「福永洋一記念」を新設した。5月10日に行われた第1回競走当日は、親子が祐一の全日本新人王争覇戦出場時以来14年ぶりに競馬場を訪れ、プレゼンターとして表彰式に出席した。洋一が公の場に姿を見せたのは事故以来31年ぶり、祐一との同席は初めてのことであった。最後に挨拶に立った祐一はファンの歓迎に涙も見せ、開催後には「オヤジが引退してもう30年近くなるのに、たくさんの人が覚えてくれているのがうれしかったです。自分はユタカさん（武豊）の活躍にあこがれて騎手になったつもりでも、自分の中のヒーローはオヤジだったんだって初めて思いました。カッコ良かったです」と語った。なお、勝利騎手の赤岡修次は、洋一が高知時代に通った潮江中学校の後輩にあたる。祐一は、次年度以降も洋一と一緒に高知を訪れたいとの意向を示しており、また高知県競馬組合からは「将来的には福永洋一記念を交流重賞に」との目標が掲げられている。

## 騎手としての特徴・評価

### 概説
逃げから追い込みまで満遍なくこなし、時に追い込み馬で逃げ切り勝利を収め、また逃げ馬で後方からの差し切り勝ちを収めるということもたびたびであった。入着さえおぼつかないと見られていた馬をしばしば勝利に導くなど、どのような着想からその戦法を採ったのか、なぜ福永が乗ると勝てるのか、本人以外には理解できない騎手であったという証言が数々寄せられている。
- 安田伊佐夫
「理由は分からないが、ほかの人間が乗っても全く良いところがなかったような馬でも、洋一が乗ると不思議に走った。こんな馬でも、と思ったのが勝ってしまうんだから」[41]
- 伊藤雄二
「洋一を乗せると、能力的に足りないと諦めていた馬でも走ってしまった。しかもレースの内容が他の騎手を乗せていたときとは全然違う。それまでは追走に四苦八苦していた馬をスイスイと逃げに導いてしまったり、逆に先行して一息だった馬を思い切った後方待機策から、直線一気を決めてみたり。（中略）指示とは違う競馬をして、しかも結果を出してしまうものだから文句は言えない。どう乗ってくるのか、ゲートが開くまで調教師でさえ想像がつかないんだ」[42]
- 武邦彦
「言葉では言いにくい何かを持っていた。ともかく、よう勝ったなぁ、ということが思い出されますな……」[43]
- 的場均
 「その騎乗ぶりの素晴らしさは、言葉や理屈で説明できるようなものではなかった。馬に当たりの柔らかい騎乗スタイルだとか、仕掛けの巧さだとか、そういったことはあくまで彼を語るための前提でしかなく、そこから先にこそ、福永さんの凄さがあった」[44]
「武（豊）君も天才と言われますけど、福永さんとは違いますね。他の人はどう思うか知りませんけど、僕は福永さんの天才には及んでいないと思います。武君は確かに上手いけど、福永さんと比べてはかわいそうかなと思いますね」[45]
- 田原成貴
「洋一さんは、どうしてあんなに勝つのか理屈で説明できない唯一の騎手だった」[46]
「騎乗理論を説明した上で、優れた騎手というのはこうだ、岡部（幸雄）さんや（武）豊はこれがこうできるから優れているんだっていうことは言えるんです。福永さんのことも説明できますよ。でも、説明できないレベルのものを一つ持っていた。説明しろと言われても、説明できないものを……。それがあの人の、凄いところなんです」[47]
「俺は天才なんかじゃない。空を飛べるような人がいたら、そういうのを天才っていうんだよ。でも、福永さんの騎乗には空を飛んでいる瞬間があった。あれほどの人の後釜として見られるのは、やっぱり嬉しかったね」[48]
「もし福永さんが今乗っていたら豊にかなわないっていう人がいるかも知れないけど、それは絶対に違う。ひょっとしたら、技術的には豊の方が上かも知れないけど、こと"勝負"ということに関して言えば、ぼくが一緒にレースをした人の中で一番です。いまだかつて福永洋一以上の騎手はいません」[49]
- 武豊
「今ビデオで見てもすごいと思う」[46]

伊藤は武豊の凄さを、『ペースを体感する能力は世界でも超トップ。精密なスピードメーターを搭載したジョッキーだから、ポジショニングにミスがない。何十年に一人の名手です』と評価しながらも、「日本競馬界最高の騎手は福永洋一」と断言した。的場は洋一以外の日本人騎手に天才は見当たらないとしつつも、外国人騎手については考慮の余地を残しており、「天才」を感じた騎手としてランフランコ・デットーリとオリビエ・ペリエを挙げている。伊藤正徳はその騎乗を評して「プロの目から見ても、いったいどう乗るんだろうとわくわくさせるものがありました。ゾクッと来るものがあった。セオリーを無視して乗ったように見えたとしても、彼が乗ればそれがセオリーになるとでもいいますかね。あんな乗り役は二度と現れないでしょうよ」と語っている。

### 騎乗の長所
騎手時代に洋一のライバルと目されていた武邦彦は、洋一を評して「乗り役として必要な要素を何もかも備えていた」とし、なかでも優れていた点として「瞬間的な判断力」を挙げている。同期生の伊藤正徳は、この点についての具体的な例として、ハードバージで内埒沿いを突いて優勝した皐月賞を引き、「もしハードバージに他の騎手が乗っていたら、直線を向いた時、内を突くか外に出すか、右か左か迷ったろう。ほんの百分の数秒だろうけどね。洋一と、他の騎手の違いはその百分の数秒なんだ。でもレースではその差が大きく結果に現れる」と語っている。また常に前方を遮られることなくレースを運んだ秘訣について、「前が開いたから行くんじゃない。洋一の場合は（開くところを予期して）行ったところ、行ったところが開いていくんだ」と述べている。ライターの江面弘也は洋一と武邦彦を比較して、武については「静かに技を見せる『手品使い』」と評し、洋一については「大きな動きの中に驚きがあった『イリュージョニスト』だった」と評している。
岡部幸雄はその判断の性質について、洋一と同じく「天才」と呼ばれる武豊と比較している。岡部はレースにおける騎乗は減点法で考えるべきだとしたうえで、武は「ミスのない選択ができ」、洋一は「彼にしか考え出せないような選択肢を見つけ出していた」と対比しており、ともに直感的に正しい選択ができていた騎手だとしている。そのほか、調教師の境勝太郎は、名騎手の条件を「ペースの緩急を読む能力」としたうえで、「ぼくが必ず名騎手として挙げるのは、福永洋一です。福永は、1000mのレースでも、（ペースが）早いと思えば控える。3000mのレースでも、遅いと思えば行く。それがちゃんとできたジョッキーでした」と評している。また、同期の柴田政人は「騎手の技量」の要点として「最終コーナーまでいかに馬に楽をさせるか、そこからいかに馬を最後まで追い切るか」という二つを挙げ、「洋一はね、この二つが完璧にできたんです。努力もしたんだろうが、いわばもう生まれつきでできたんだわ。かないっこないよね」と述懐している。

#### 身体能力
岡部によると、洋一は一般にスポーツの類は苦手であったとしており、養成所時代は「運動神経まるでなし」、「ソフトボールでバットに一度もタマが当たらない。外野を守らせたら、凡フライを取れるどころか頭でいつも受けていた」と同期生に笑われていた。一方、岡部幸雄は「それにも関わらず、馬に乗れば人間が変わる。こと競馬に関して言えば、私などが十回やってようやく身に付けられるようなことを、一回やって習得できるような部分は確かにあったのだろう。それが天性の素質というものだ」と語っている。また、武田博は厩舎で初めて馬に跨った洋一の姿勢が、非常に柔軟で自然だったという印象を語っている。
身体的には特に背筋力の強さが知られており、伊藤は「背骨に鋼が埋め込まれているのではというほどの強靱な背筋力。あれは洋一だけの類い希な安定感だった。軸がしっかりしているから、少々のことでは体勢が崩れない。鞍はまりの良さは古今無双と言えるんじゃないかな」と評している。趣味のひとつだったゴルフでは、小柄ながらボールを遠くまで飛ばす「飛ばし屋」であった。また伊藤正徳は、「一番凄いと思った」部分に「スタミナ、馬を追う技術の持続性」を挙げ、「ほとんど無酸素運動の中で、フォームも乱さず、馬の能力を100％引き出すためには、筋肉のパワー、腱の柔軟性といった身体的な能力が絶対に欠かせない。洋一はそうした身体能力、スタミナが人一倍優れていた」と評している。

#### 「歩く競馬四季報」
騎手時代、洋一には「天才」のほかに「歩く競馬四季報」という異名も付されていた。「眠っているときも馬のことを考えていた」と評され、競馬四季報や競馬新聞などの資料に囲まれて生活する様子がしばしば紹介された。寸暇を見てはこれらに目を通し、「栗東所属馬の全脚質を頭に叩き込む」と放言していた。友人の松田博資は、「洋一は、それはそれは努力の天才でした。自分の乗る馬、他人の乗る馬のことまで観察し把握し、新聞に書かれた記事のことまで完璧に頭に入れる男でした。学校の勉強とかはそうでもなかったようだけど、こと馬に関しては天性のものプラス努力で、コンピューターのような切れるアタマを持っていました」と評し、また武田博は、こうした「勉強に裏打ちされた記憶力」がその騎乗の秘訣の一端であるとしている。情報収集を欠かさなかったこともあり、通常は癖などが分からないために、やや敬遠される初騎乗馬も嫌うことはなく、素早くその馬の癖を掴み、最適なペースを見出してレースを運んだ。

## 人物

### 競馬観
勝利に貪欲にこだわり、円熟期に達して洗練された騎乗を見せるようになって以降も、「僕はどんな勝ち方でもええ。勝つことだけや。ゴール前では、抜きに来た馬の顔をぶっ叩いてでもこちらが勝ちたいというのが本音や」と公言して憚らなかった。ここまで勝利にこだわる理由について、福永自身は周囲の想いや支えがあって競馬をしているのだから、という旨を語っており、「ひとつのレースには愛情こめて馬を世話している厩務員の方々の願望と、馬券を通して僕に夢を託しているファンの方々の期待がありますから、おいそれと負けるわけにはいきません。一つでも多く勝たないと、申し訳ないと思うのです。また、僕だって先生や馬主さんに選ばれて乗っているんですから、その側面から言っても、例えば馬と折り合いが付かないからと言って、無様な負け方をするわけにはいきません。ひとつでもふたつでも馬と折り合えるところを掴んで、いかに馬に合わせてやるか。それが勝利へと繋がるのです」と語っている。
杉本清は、「いわゆる優等生タイプでなかったのは確かである。きれいに乗って負けるよりも、強引に乗って勝つことを優先させた荒々しさを持っていた」と評している。こうした姿勢は負けても納得がいくものとして、ファンからは大きな支持を集めた。勝利にこだわる性質は幼少期からのもので、小学生のころ、親しかった海上保安官としばしば弁当を賭けて将棋を指したが、負ければ父と研究を重ね、相手には絶対に「待った」を許さないなど、子供の遊びからは逸脱した徹底ぶりであった。

### 人柄
安田伊佐夫は、洋一が騎手として成功した要素のひとつに「性格の良さ」を挙げている。また、柴田政人は師匠や先輩の教えを重んじる姿勢を挙げており、「子供の頃から厩舎育ちで馬を知っていたとか、頭が鋭くて『頭で乗っていた』とか、昔から言われていることは全てその通りだと思います。そして彼は、目上の人の話をよく聞いた。聞く耳を持っていた。それらの全てが複合して、勝利に繋がったと思います」。愛嬌のある人柄で、騎手見習い時代には決められた作業をすっぽかすなどということもあったが、そうした場合でも「洋一だから仕方ない」と許容される部分があったという。
野村彰彦はその人柄について、「洋一は茶目っ気たっぷりの男でしたが、人間的にも騎手としても立派でしたよ。いつも勝つ男なのに他人への礼儀を忘れたことがなかった」と述懐している。また、洋一についてのドキュメントを執筆した後藤正治は、「福永洋一の思い出を語ってくれた関係者の中で、福永の人格に関わる点での不信や悪口は皆無だった。せいぜい、言い出したら引っ込めない強情なところがあった、という程度のものである。彼が不運な事故から闘病を続けてきた事情に由来するものを割り引いたとしてもなお、ナイスガイだったという像は動かない。それならばこそ、あれだけの騎乗依頼があったのだろう」と感想を述べている。

#### 洋一スマイル
安田伊佐夫、柴田政人は、洋一が何か自分に迷惑を掛けたときにも「洋一の笑顔で怒る気が失せた」という思い出を、異口同音に語っている。この独特の笑顔は「洋一スマイル」と呼ばれていた。内藤繁春は、「洋一は調教での騎乗が上手くなかった」という思い出を語る中で、「怒っても、ニターと笑うだけだった。恐らくあの笑顔が『敵を作らない』と言われた人徳だろう。彼は笑顔まで一流だったのだ」と評していた。

## 騎乗成績
| 通算成績 | 1着 | 2着 | 3着 | 4着以下 | 騎乗回数 | 勝率 | 連対率 |
| -------- | --- | --- | --- | ------- | -------- | ---- | ------ |
| 平地     | 982 | 766 | 635 | 2679    | 5062     | .194 | .345   |
| 障害     | 1   | 4   | 6   | 13      | 24       | .041 | .208   |
| 計       | 983 | 770 | 641 | 2692    | 5086     | .193 | .345   |

### 主な騎乗馬
GI競走優勝馬
太字はGI競走。
- ニホンピロムーテー（1971年神戸杯・京都新聞杯・菊花賞、1972年中日新聞杯）
- ヒデハヤテ（1971年阪神3歳ステークス、1972年きさらぎ賞・京成杯）
- ヤマニンウエーブ（1972年京都記念（秋）・天皇賞（秋））
- エリモジョージ（1975年シンザン記念、1976年天皇賞（春）・函館記念・京都記念（秋）、1978年京都記念（春）・鳴尾記念・宝塚記念）
- インターグロリア（1977年桜花賞・エリザベス女王杯・阪神牝馬特別、1978年マイラーズカップ・京都牝馬特別）
- ハードバージ（1977年皐月賞）
- オヤマテスコ（1978年桜花賞）

その他重賞競走優勝馬
- タニノモスボロー（1970年京都4歳特別）
- ユーモンド（1972年毎日杯、1973年金杯（西）・日本経済新春杯）
- フアストバンブー（1972年阪急杯）
- シネマゴースト（1972年札幌記念）
- ジャズ（1972年アラブ王冠（秋））
- キヨノサカエ（1974年サンケイ大阪杯）
- マチカネハチロー（1974年マイラーズカップ）
- シルバーネロ（1975年阪急杯）
- ツキサムホマレ（1975年札幌記念）
- キタノカイウン（1975年デイリー杯3歳ステークス）
- ナラサンザン（1976年京都記念（春））
- スカッシュソロン（1976年阪神4歳牝馬特別）
- ユウホープ（1976年京都4歳特別）
- ケイシュウフォード（1976年朝日チャレンジカップ）
- トウショウボーイ（1976年神戸新聞杯・京都新聞杯）
- グリーンファイト（1976年京都牝馬特別）
- アームシシリアン（1977年タマツバキ記念（秋））
- シルバーランド（1977年京阪杯）
- カンパーリ（1978年京都4歳特別）
- リキタイコー（1978年スワンステークス）
- テルノエイト（1978年北海道3歳ステークス）
- ニホンピロポリシー（1978年デイリー杯3歳ステークス）
- マチカネタイテイ（1978年京阪杯）

### タイトル
- 最多勝利：9回（1970年 - 1978年） ※9回は武豊に次ぐ歴代2位、9年連続は武と並ぶ歴代最長タイ
- 最高勝率：5回（1972年、1974年、1976年 - 1978年） ※5回は歴代5位タイ[78]。JRAでは1987年より表彰
- 最多賞金獲得：8回（1971年 - 1978年） ※8回は武豊に次ぐ歴代2位、8年連続は歴代最長。JRAでは1987年より表彰
- 騎手大賞：5回（1972年、1974年、1976年 - 1978年） ※5回は武豊に次ぐ歴代2位、3年連続は武に次ぐ歴代3位。JRAでは1987年より表彰
- 関西放送記者クラブ賞（1968年）

#### 表彰
- 騎手顕彰（2004年）

## 映画出演
- 『セントウルへの道』（企画：日本中央競馬会・製作：中日新聞社、1977年）
  - 洋一の半生を題材としたドキュメンタリー映画。野崎健輔監督。全国五都市の劇場で公開、1977年度の文化庁芸術祭において日本記録映画・動画の部優秀賞を受賞した[79]。

## 関連書籍・映像作品

### 書籍
- 三輪和雄『騎手福永洋一の闘い』（文藝春秋、1980年）（1986年に文庫化され、『騎手福永洋一の生還』に改題）ASIN B000J81XUY
- 木本正次『騎手・福永洋一「奇跡への挑戦」』（PHP研究所、1985年）ISBN 4569215106
- 和田絵衣子『奇跡への祈り - 福永洋一、裕美子15年の闘い』（講談社、1995年）ISBN 4062074389
- 望田一郎『翔べ!祐一 - 天才ジョッキー福永洋一・祐一父子感動のヒストリー 』（スポーツ図書センター、1996年）ISBN 4916008197
- 大場勝一『福永祐一 父からの贈りもの - 祐一は父・洋一から何を学んだか』（KKベストセラーズ、1996年）ISBN 4584182701

### 映像
- 『天才ジョッキー福永洋一』（フジテレビ、1997年〈VHS〉）
- 『Number Video 天才ジョッキー福永洋一』（文藝春秋、1997年〈VHS〉）